# Bélgica en los Juegos Paralímpicos de Seúl 1988
Bélgica estuvo representada en los Juegos Paralímpicos de Seúl 1988 por un total de 54 deportistas, 46 hombres y ocho mujeres.

## Medallistas
El equipo paralímpico belga obtuvo las siguientes medallas:
| Nombre | Deporte          | Evento                                                         |
| --- | ---------------- | -------------------------------------------------------------- |
| Oro |                  |                                                                |
| Marie-Line Pollet | Atletismo        | Pentatlón 4 femenino                                           |
| Paul Van Winkel | Atletismo        | 400 m 3 masculino                                              |
| Paul Van Winkel | Atletismo        | 800 m 3 masculino                                              |
| Paul Van Winkel | Atletismo        | 1500 m 3 masculino                                             |
| Benny Govaerts | Atletismo        | 800 m C7 masculino                                             |
| Benny Govaerts | Atletismo        | 1500 m C7 masculino                                            |
| Benny Govaerts | Atletismo        | 5000 m campo a través C7 masculino                             |
| Alex Hermans | Atletismo        | Peso C6 masculino                                              |
| Geert Couchez | Ciclismo en ruta | Ruta 3000 m triciclo C5-6 masculino                            |
| Hans Pauwels | Natación         | 100 m braza C8 masculino                                       |
| Hans Pauwels | Natación         | 200 m estilos C8 masculino                                     |
| Hans Pauwels | Natación         | 200 m libre C8 masculino                                       |
| Hans Pauwels | Natación         | 400 m libre C8 masculino                                       |
| Sonja Vettenburg | Tiro             | Pistola de aire de pie LSH2 femenino                           |
| Alfons Kuys | Tiro con arco    | Ronda FITA C7-C8 masculino                                     |
| Plata |                  |                                                                |
| Marie-Line Pollet | Atletismo        | 200 m 4 femenino                                               |
| Marie-Line Pollet | Atletismo        | Disco 4 femenino                                               |
| Ann-Gael de Saint | Atletismo        | Disco C7 femenino                                              |
| Ann-Gael de Saint | Atletismo        | Peso C7 femenino                                               |
| Paul Van Winkel | Atletismo        | 200 m 3 masculino                                              |
| Paul Van Winkel | Atletismo        | 1500 m 3 masculino                                             |
| Remi Van Ophem | Atletismo        | Pentatlón 4 masculino                                          |
| Geert Couchez | Ciclismo en ruta | Ruta 1500 m triciclo C5-6 masculino                            |
| Mario de Baene Gerard Himpe Frank Keteleer Marc Lorent Dirk Musschoot Geert Proot Nick Rondelez Marcel Van Meir Hugo Van Overmeire John Wyns | Fútbol 7         | Torneo masculino                                               |
| Carine Van Puyvelde | Natación         | 100 m braza B2 femenino                                        |
| Carine Van Puyvelde | Natación         | 200 m braza B2 femenino                                        |
| Hans Pauwels | Natación         | 100 m libre C8 masculino                                       |
| Ingrid Borre | Tenis de mesa    | Individual TT clase abierta femenino                           |
| Equipo | Tenis de mesa    | Equipo C5-C8 masculino                                         |
| Mario Dorigo | Tiro             | Rifle de aire en dos posiciones con auxiliar 1A-1C masculino   |
| Mario Dorigo | Tiro             | Rifle de aire en posición tendida con auxiliar 1A-1C masculino |
| Mario Dorigo | Tiro             | Rifle de aire de rodillas con auxiliar 1A-1C masculino         |
| Carmelo Scalisi | Tiro con arco    | Doble ronda FITA clase abierta masculino                       |
| Bronce |                  |                                                                |
| Marie-Line Pollet | Atletismo        | 100 m 4 femenino                                               |
| Marie-Line Pollet | Atletismo        | Peso 4 femenino                                                |
| Chris de Craene | Atletismo        | 5000 m 4 femenino                                              |
| Danny de Meersman | Atletismo        | Salto de altura B3 masculino                                   |
| Claude Van Coillie | Ciclismo en ruta | Ruta 60 km LC3 masculino                                       |
| Carine Van Puyvelde | Natación         | 50 m braza B2 femenino                                         |
| Eric Hollander | Tenis de mesa    | Individual C5 masculino                                        |
| Equipo | Tenis de mesa    | Equipo 1C masculino                                            |